# Regionalismo galego
O regionalismo galego foi uma corrente política na Galiza que defendia uma visão idealizada e bucólica da Galiza. Esta corrente aconteceu numa fase intermédia no processo evolutivo do galeguismo, a meio caminho entre o movimento galeguista anterior (o provincialismo galego) e o posterior (o nacionalismo).

## Definição e denominação
Em 1886, Manuel Murguía publicou sua obra Los Precursores. Segundo Luís Obelleiro, este mesmo autor publicará um artigo na La Región Gallega no que definia a Galiza como uma nação, a qual constituia uma das regiões que integravam o território do Estado espanhol. De aí o nome de regionalismo.
Esta corrente defendia uma visão idealizada e utópica, bucólica e idílica, com a finalidade de contestar os tópicos irreais que sobre Galiza inventaram os castelhanos nos séculos anteriores.

## O movimento regionalista
Segundo explica Xosé Ramón Barreiro Fernández, o regionalismo galego parte da base da crise agropecuária finisecular e dos problemas econômicos que esta trouxe consigo. Isto, unido às críticas ao centralismo e ao sistema caciquil, consegou a aparição de três correntes diferentes dentro do movimento regionalista.

### Correntes do movimento regionalista
Apontam historiadores como Xusto Beramendi ou Luís Obelleiro três correntes diferentes e contraditórias dentro do movimento regionalista. Estas são:
- a corrente liberal: é a que passou com melhor consideração à posterioridade. Liderada por Manuel Murguía, esta tendência era de corrente progressista. Eram contrários à centralização político-econômica e cultural, e defendiam a existência de um poder legislativo próprio para Galiza. Desta corrente nasce igualmente a visão de Galiza como "nação viva", acercândo-se ao modelo de nação defendido pela intelectualidade alemã e separando-lhe da visão de nação francesa, baseada no pacto entre indivíduos.
- a corrente tradicionalista: era a segunda com maior número de simpatizantes, e estava enfrentada à corrente liberal. Estava liderada por Alfredo Brañas. Se tratava de uma corrente de caráter puramente conservador. Ainda que era contrária ao centralismo e ao capitalismo, também estava o contrário do liberalismo, de modo que seu objetivo era o restabelecimento da antiga ordem política e social.
- a corriente federalista: estava liderada por Aureliano Pereira, e a maioria de seus simpatizantes pertenciam ao Partido Republicano Federal. Afirma Luís Obelleiro que esta corrente defendeu o marco definido no Projeto de Constituição para o futuro Estado político galego.

Qualquer das três correntes eram partidárias da autonomia política da Galiza, a qual devia recuperar e preservar as suas particularidades identitárias, culturais e lingüísticas.

### A Associação Regionalista Galega
Uma vez definido e consolidado, o regionalismo galego necesitava um marco comum que permitisse e organizasse as tres correntes antes citadas. E esta foi a "Associação Regionalista Galega", constituída em 1891, cujo primeiro presidente foi Manuel Murguía. Esta associação criou iniciativas político-culturais, como a organização dos Jogos Florais de Tui (1891) ou a campanha de agitação e propaganda da transferência dos restos de Rosalía de Castro a San Domingos de Bonaval. Mas também foi a mãe de iniciativas unicamente políticas, como a apresentação de uma candidatura para o ajuntamento de Santiago de Compostela ou os protestos realizados contra a deslocalização da Capitania Geral da Corunha até Leão.

### Saldo da obra dos regionalistas
O regionalismo realizou um grande trabalho político de transição entre o provincialismo e o nacionalismo. Contudo, fracassou relativamente no sentido de que não implicou a um número considerável de cidadãos galegos, nem tampouco conseguiram atrair as elites econômicas (burguesia, fidalguia e clero). Além disso, sofreu uma grande crise quando faleceu Alfredo Brañas e quando Aureliano Pereira passou a formar parte do partido liberal-fusionista. De qualquer maneira, o caminho para o posterior nacionalismo galego já estava preparado.